# Methanex
Methanex ist der weltweit größte Hersteller von Methanol aus Synthesegas. 2021 lag der geschätzte Marktanteil bei 13 %. Die weltweite Methanol-Produktion der Firma betrug 2020 gut 6,6 Millionen Tonnen. Mit der Waterfront Shipping Limited betreibt das Unternehmen auch die weltgrößte Flotte von Methanol-Tankern.

## Geschichte
Methanex entstand durch Aufspaltung von Ocelot Industries und übernahm 1991 das nordamerikanische Methanolgeschäft von der Metallgesellschaft.
Umsatzentwicklung 2015–2019:

## Werke
Methanex betreibt weltweit (Stand: 2021) sechs Produktionsstandorte für Methanol:
- Brixton (Neuseeland)
- Couva (Trinidad und Tobago)
- Damiette (Ägypten)
- Geismar (Vereinigte Staaten)
- Medicine Hat (Kanada)
- Punta Arenas (Chile)